# Rødkærsbro
Rødkærsbro is een plaats in de Deense regio Midden-Jutland, gemeente Viborg. De plaats telt 1584 inwoners (2008).